# Galgenberg (Oberstinkenbrunn)
Der Galgenberg ist ein Berg in Niederösterreich im Bezirk Hollabrunn nördlich der Ortschaft Oberstinkenbrunn. Früher als Hinrichtungsstätte genützt, ist eine Säule des ehemaligen Galgens bis heute erhalten geblieben. Am Gipfelplateau befindet sich zudem ein bemerkenswerter pannonischer Trockenrasen von nationaler Bedeutung, der als Naturdenkmal ausgewiesen ist.

## Geographie
Der Galgenberg ist ein Vorberg des 417 Meter hohen Buchbergs und gehört zur Gemeinde Wullersdorf. Seine Hänge werden hauptsächlich landwirtschaftlich für den Acker- und Weinbau genützt. Einige Flächen sind bewaldet bzw. wurden mit Robinienforsten bestockt.

## Geologie
Der Galgenberg ist aus geologischer Sicht der Molassezone zuzurechnen. Der westliche und südliche Teil sowie die Kuppe bestehen aus Mergel, Sand und Kalkstein der Mailberg-Formation und stammen aus dem unteren Badenium. Nördlich und östlich schließen Mergel, Mergelstein und Blockwerk aus Sandstein der Laa-Formation an, die aus dem Karpatium stammen. Einzelne Stellen sind mit Löss und Lösslehm aus dem Quartär bedeckt.

## Hinrichtungsstätte
Oberstinkenbrunn gehörte von 1338 bis 1782 der Kartause Gaming. 1346 erhielt das Kloster auch die hohe Gerichtsbarkeit verliehen, weshalb Oberstinkenbrunn aus dem Landgericht Eggenburg ausgegliedert wurde und fortan einen eigenen Landgerichtssprengel bildete. Nach der Aufhebung der Kartause wurde Oberstinkenbrunn eine eigene Herrschaft, 1844 kam es durch Kauf an die Herrschaft Enzersdorf im langen Thale. Bis heute ist ein Rest des ehemaligen Hochgerichts erhalten geblieben. Der Galgen von Oberstinkenbrunn, der auch das Wappen des Ortes ziert, besteht aus einer rund 6 Meter hohen, viereckigen, aus Steinen und vorwiegend Ziegeln errichteten Säule. Ursprünglich waren sicher zwei oder mehr Säulen vorhanden, die oben durch Holzbalken verbunden waren. Aufgrund des asymmetrischen Grundrisses der vorhandenen Säule kann man vermuten, dass ursprünglich zwei Säulen den Galgen bildeten. Es sind aber keine Spuren weiterer Säulen mehr vorhanden. Auch die bestehende Säule war früher wahrscheinlich höher und ist abgewittert. Nach 2001 wurde die Säule ausgebessert und abgefallene Ziegel in Form einer pyramidenförmigen Spitze wieder aufgemauert.

## Naturdenkmal
Auf der Kuppe des Galgenbergs ist nur relativ wenig Wasser vorhanden und der Boden skelettreich und seichtgründig. Die Flächen wurden wohl seit dem Neolithikum als Weide genützt und so offen gehalten. Da der Galgen als unehrenhafter Ort galt, wurde seine Umgebung zudem von den Menschen gemieden und daher nicht intensiv landwirtschaftlich verwendet. Des Weiteren sollte ein Hochgericht aus Gründen der Abschreckung weithin sichtbar sein, weshalb dessen Umgebung wald- und gebüschfrei gehalten werden musste. Ab der zweiten Hälfte des 20. Jahrhunderts wurde im Weinviertel die Viehhaltung großteils aufgegeben und das ackerbaulich wertlose Areal in Folge nicht mehr bewirtschaftet. Ab und zu wurden die Trockenrasen abgebrannt, trotzdem konnten immer mehr Saumarten und Sträucher einwandern und die Arten des Trockenrasens verdrängen. Rund zwei Hektar der naturschutzfachlich wertvollen Flächen wurden 1972 zum Naturdenkmal erklärt. Der Naturschutzbund Niederösterreich kaufte 1974 den Kernbereich des Naturdenkmals und weitere zwei Parzellen außerhalb des Denkmals. 2004 wurden weitere Grundstücke vom Naturschutzbund erworben. Um die wertvollen Trockenrasen und deren pannonische Flora zu erhalten und eine Verbuschung zu verhindern bzw. rückgängig zu machen, wird seit 2001 eine räumlich wechselnde Beweidung mit Schafen durchgeführt. Zudem werden regelmäßig Pflegeeinsätze mit freiwilligen Helfern durchgeführt um die Büsche zu entfernen. Besonders die aus Nordamerika eingeführte und früher zwecks Gewinnung von Holz für Weingartenstecken kultivierten Robinie stellt eine große Bedrohung dar. Die Robinie lagert wie alle Schmetterlingsblütler Stickstoff im Boden an, düngt diesen dadurch und macht ihn für Allerweltsarten besiedelbar, welche in Folge die seltenen, spezialisierten Arten verdrängen. Weitere potentielle Gefahren stellt die Einbringung von Dünger und Pestiziden, unerlaubte Müllablagerung und das Umpflügen von Steppenflächen dar.
Für den Galgenberg sind – besonders im Gipfelbereich – lückige, annuellenreiche Walliserschwingel-Trockenrasen auf jungteriärem Süsswasserkalk, Fiederzwenken-Halbtrockenrasen sowie Saumgesellschaften charakteristisch. Für die Flächen des Naturschutzbundes sind 174 Pflanzenarten bekannt, von denen 33 Arten in der Roten Liste gefährdeter Pflanzen Österreichs geführt werden. Die größte Rarität ist das vom Aussterben bedrohte Schmuck-Johanniskraut (Hypericum elegans), das in Österreich von nur drei Fundorten bekannt ist und im Weinviertel bereits als verschollen galt. Als stark gefährdet gelten das Knollen-Brandkraut (Phlomis tuberosa), das Durchwachs-Hasenohr (Bupleurum rotundifolium), der Niederliegende Geißklee (Cytisus procumbens), der Zotten-Lein (Linum hirsutum), der Steppen-Quendel (Thymus kosteleckyanus) und das Steppen-Veilchen (Viola ambigua). 25 weitere Arten galten als gefährdet. Das Areal weist eine im Vergleich zu ähnlichen Gebieten ungewöhnlich arme Heuschrecken- und Tagfalter-Fauna auf, was auf das in der Vergangenheit durchgeführte Abbrennen der Flächen zurückgeführt wird.

## Bilder

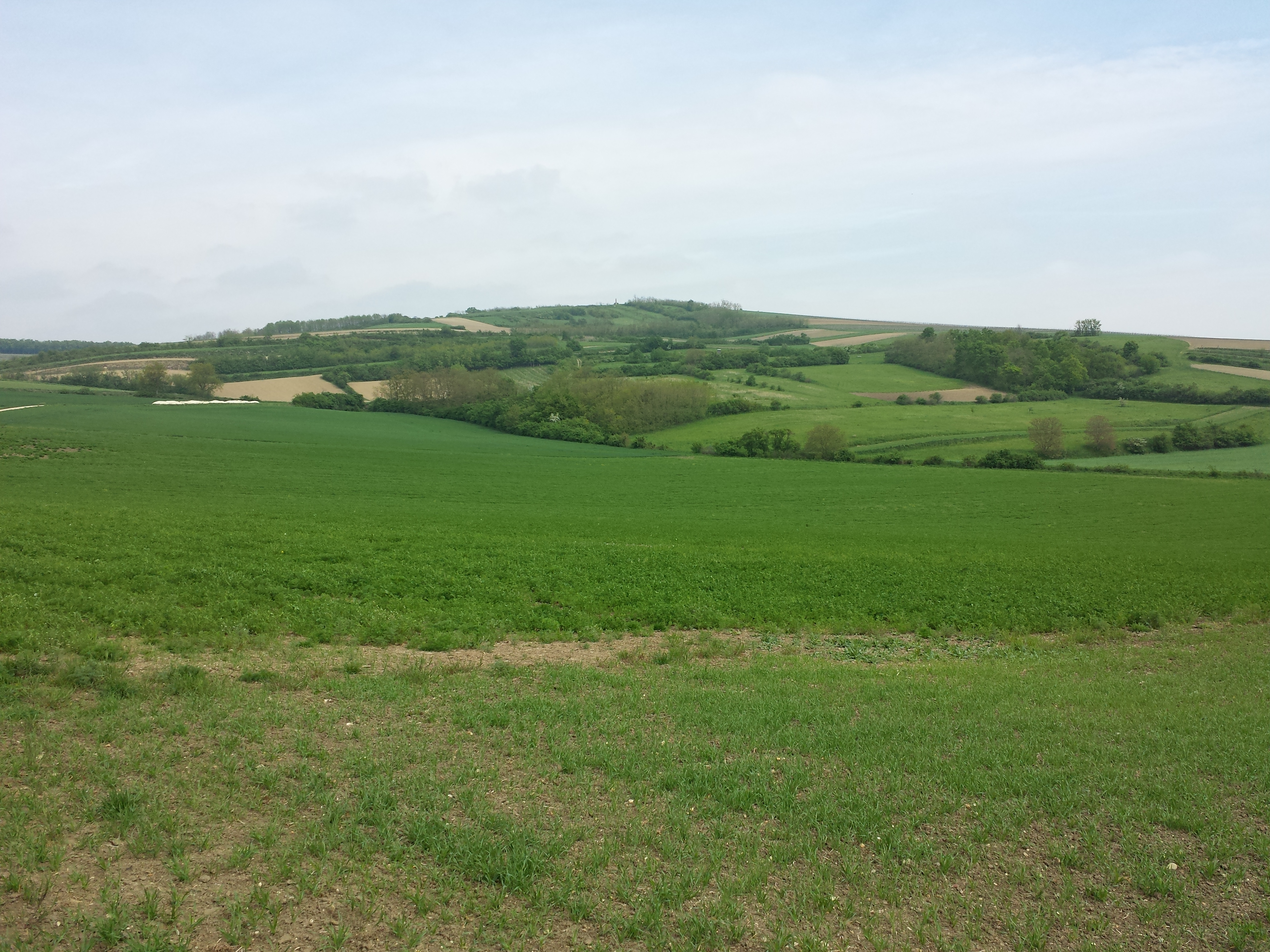
Der Galgenberg von Südwesten aus gesehen
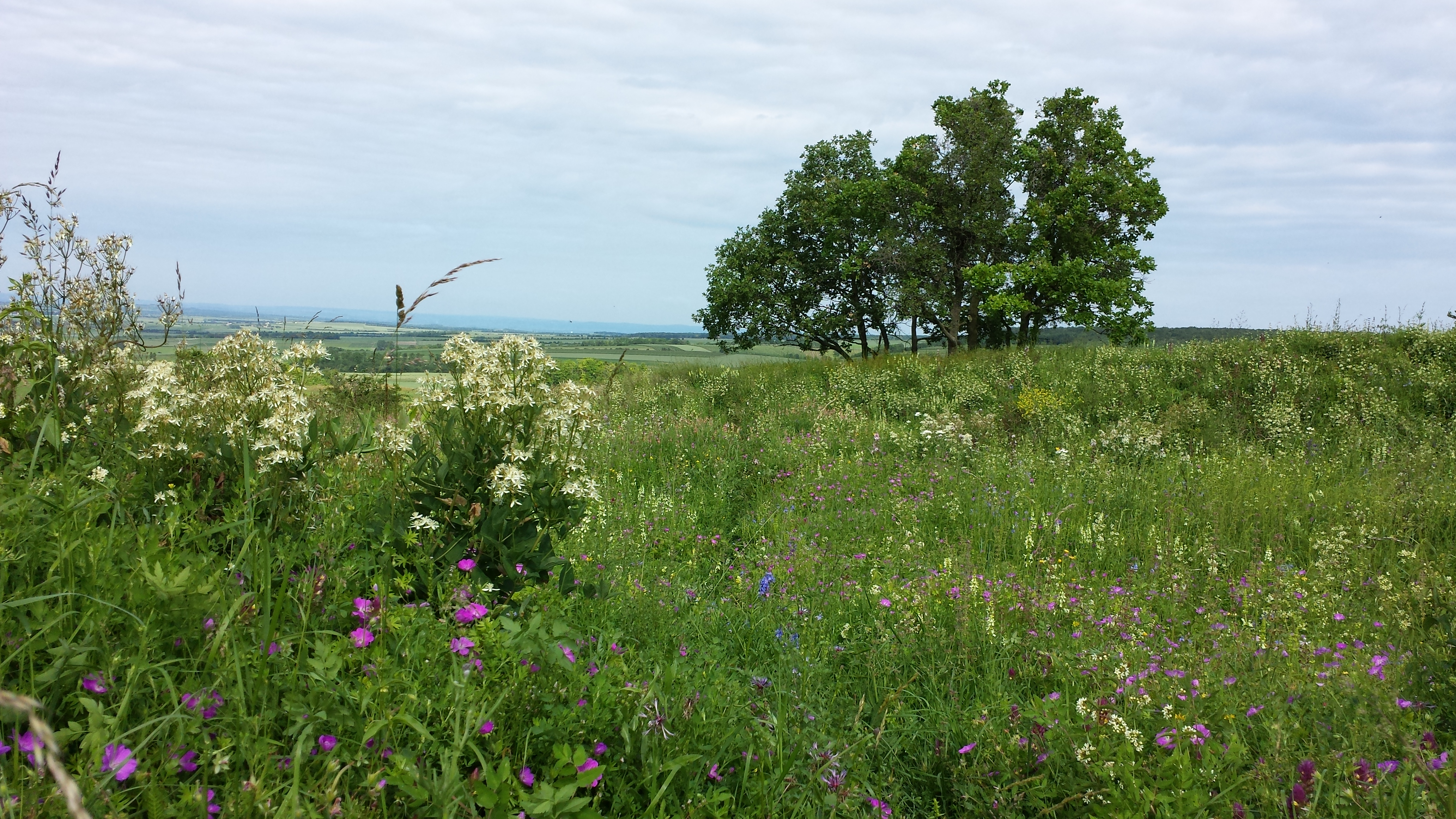
Halbtrockenrasen auf der Plateaufläche
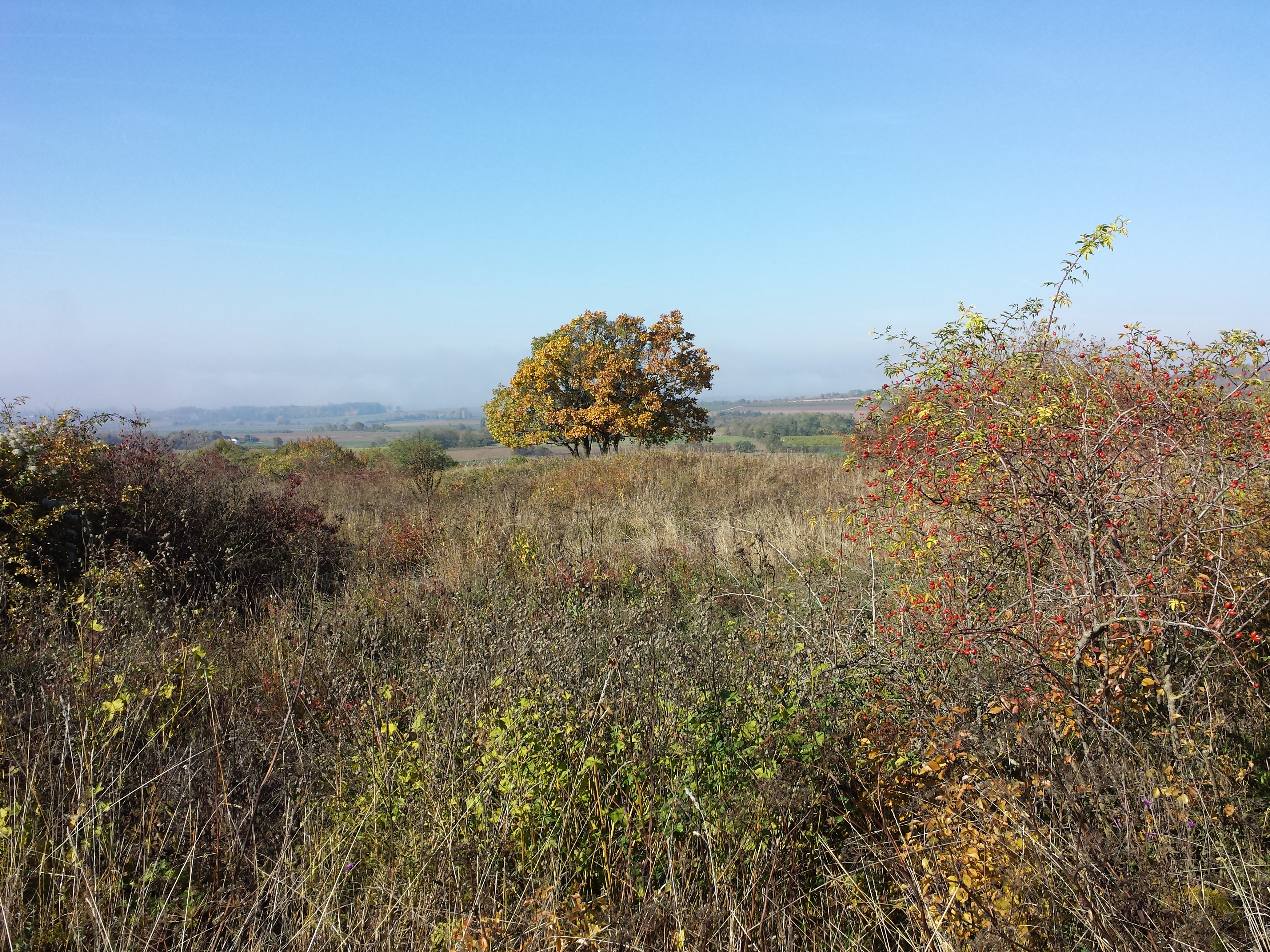
Halbtrockenrasen im Herbstaspekt
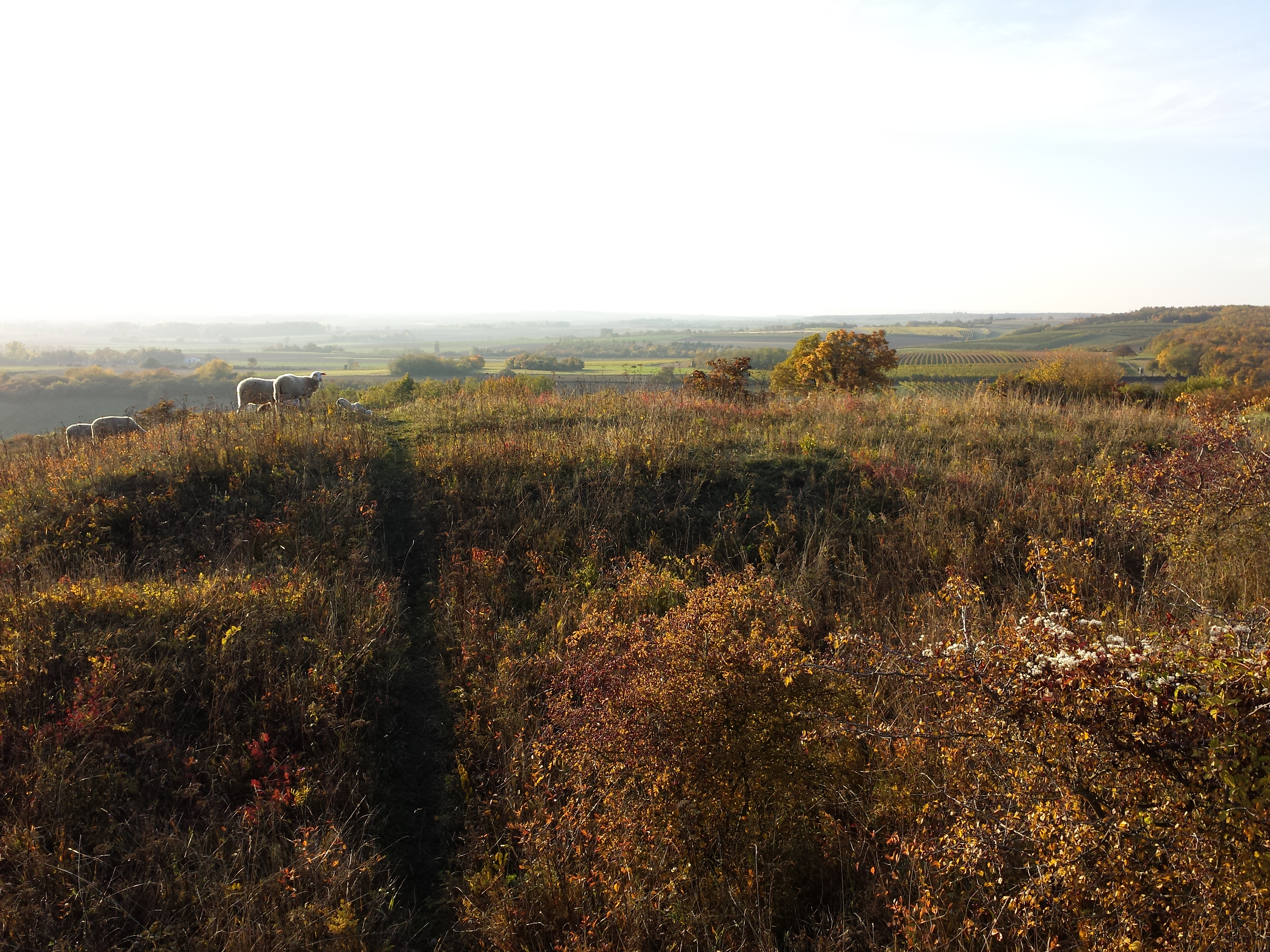
Beweidung mit Schafen
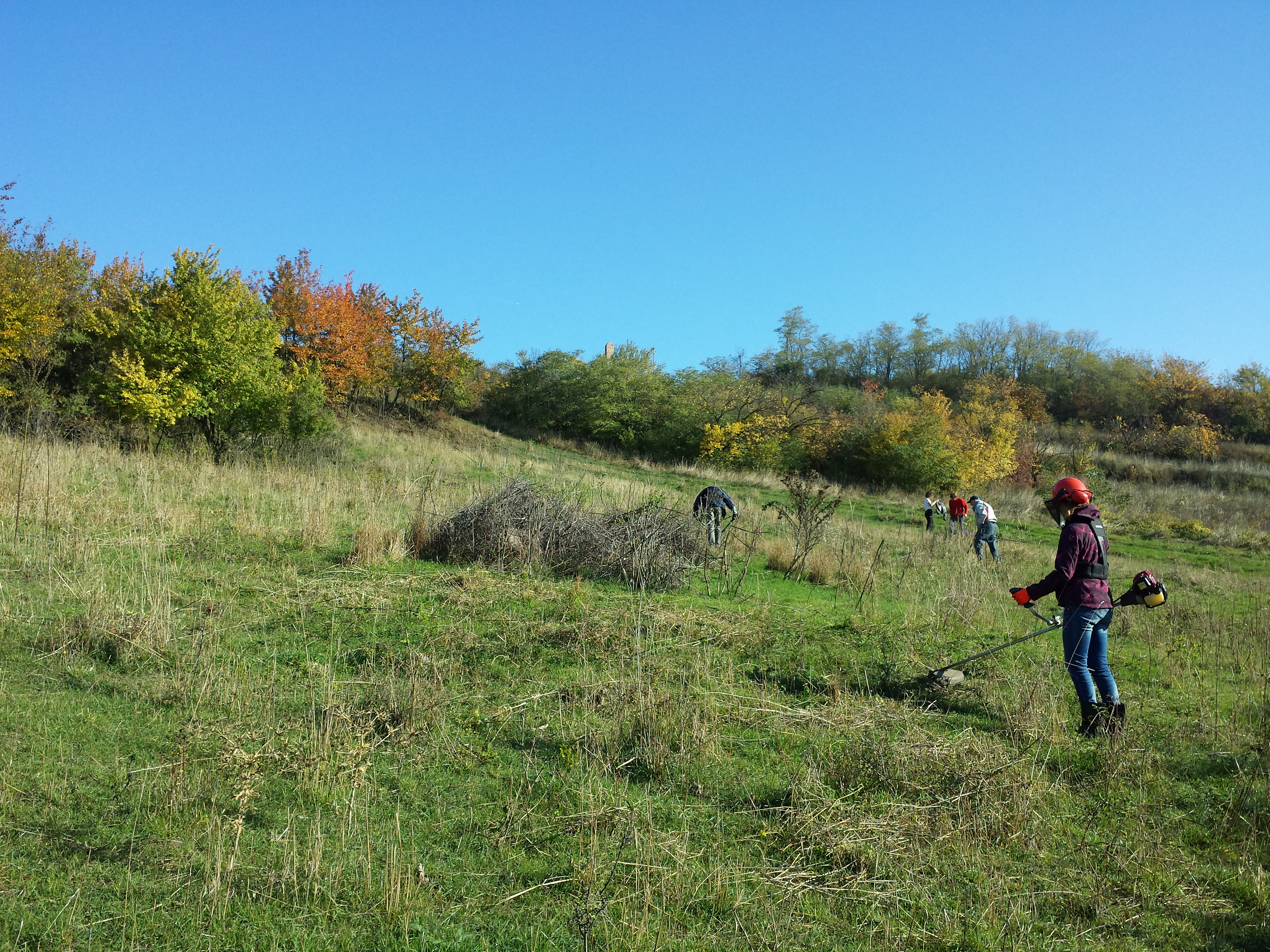
Pflegeeinsatz des Naturschutzbund Niederösterreich
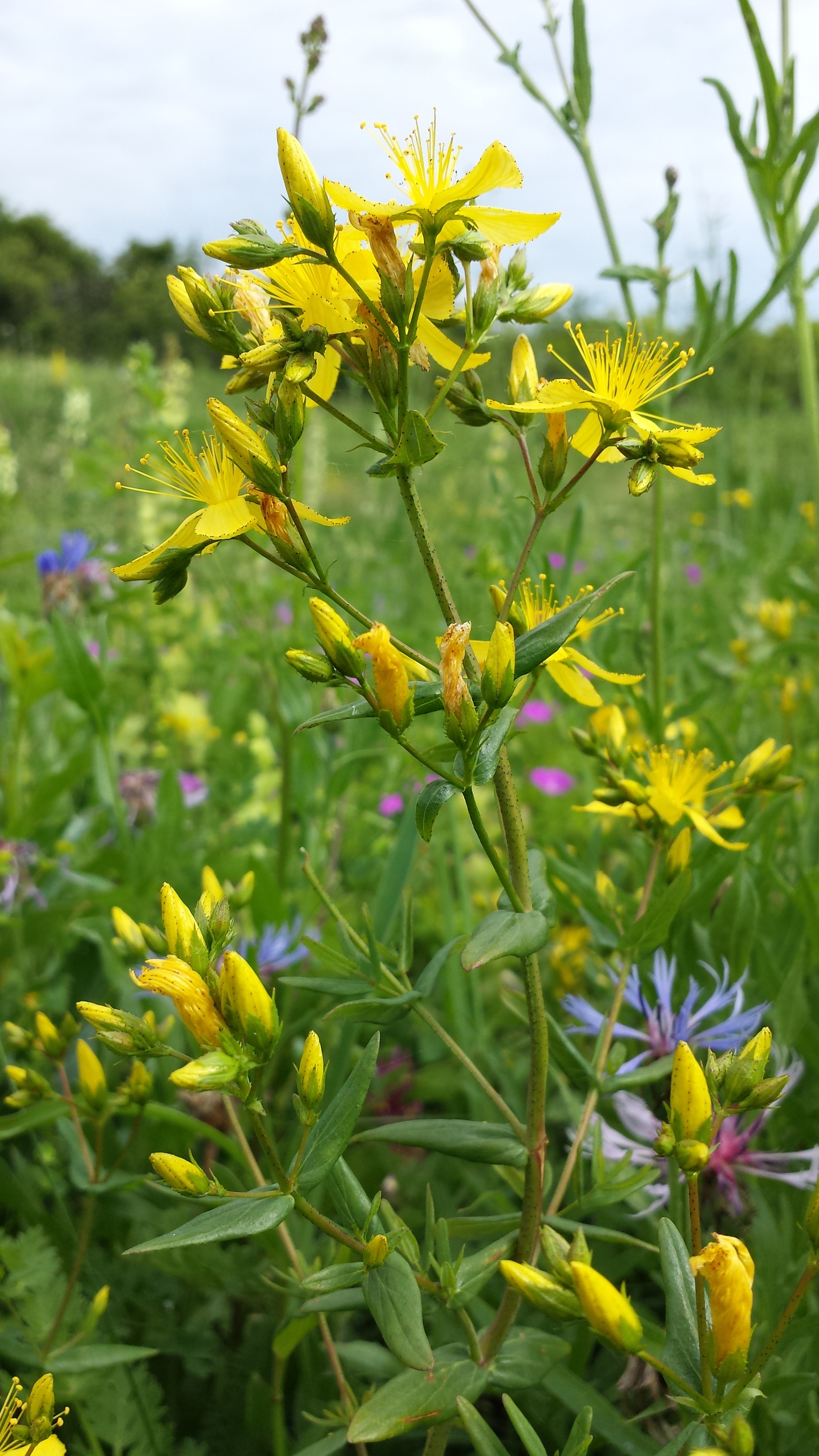
Schmuck-Johanniskraut (Hypericum elegans), in Österreich vom Aussterben bedroht
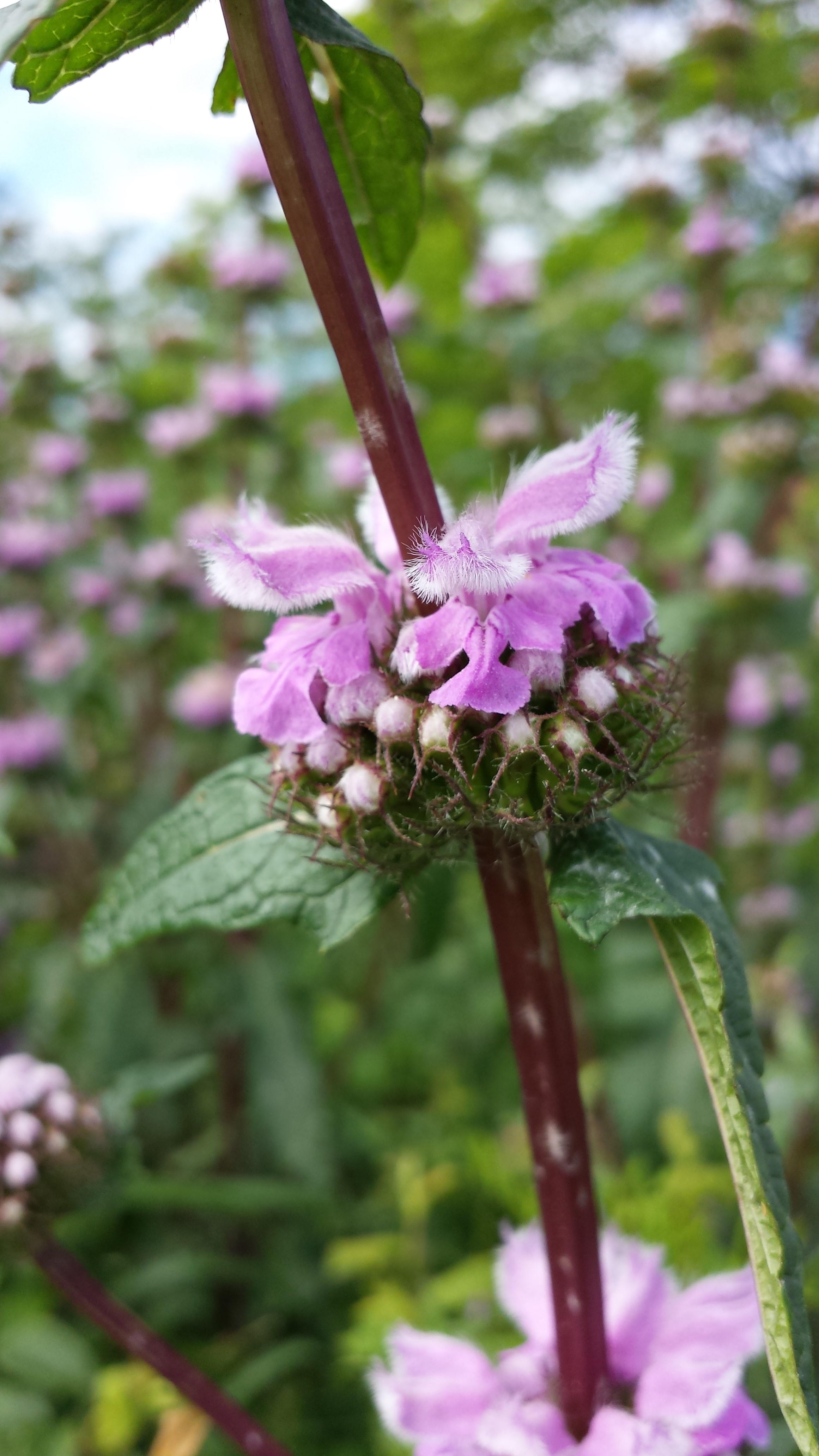
Knollen-Brandkraut (Phlomis tuberosa), in Österreich stark gefährdet
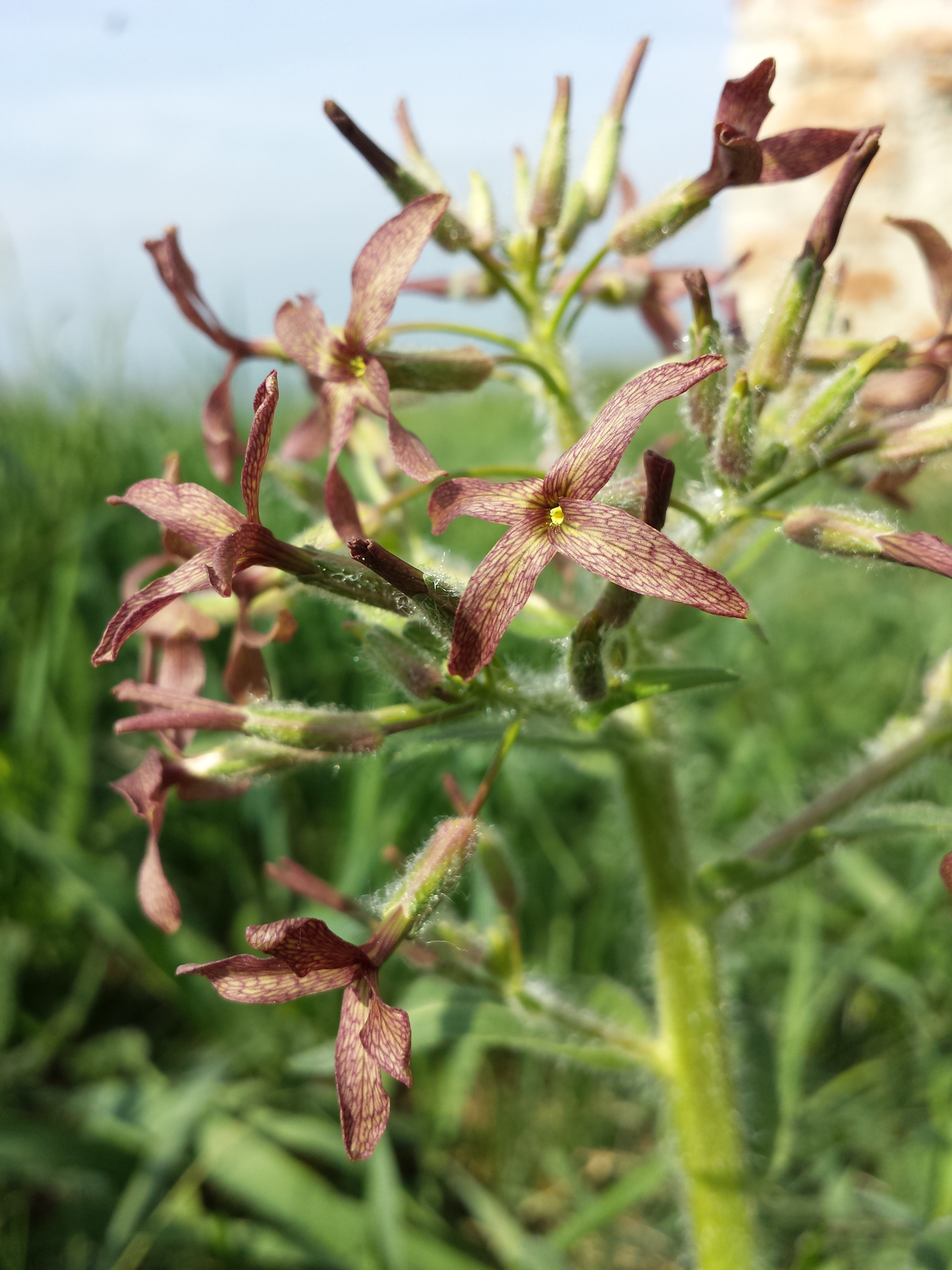
Trauer-Nachtviole (Hesperis tristis), in Österreich gefährdet
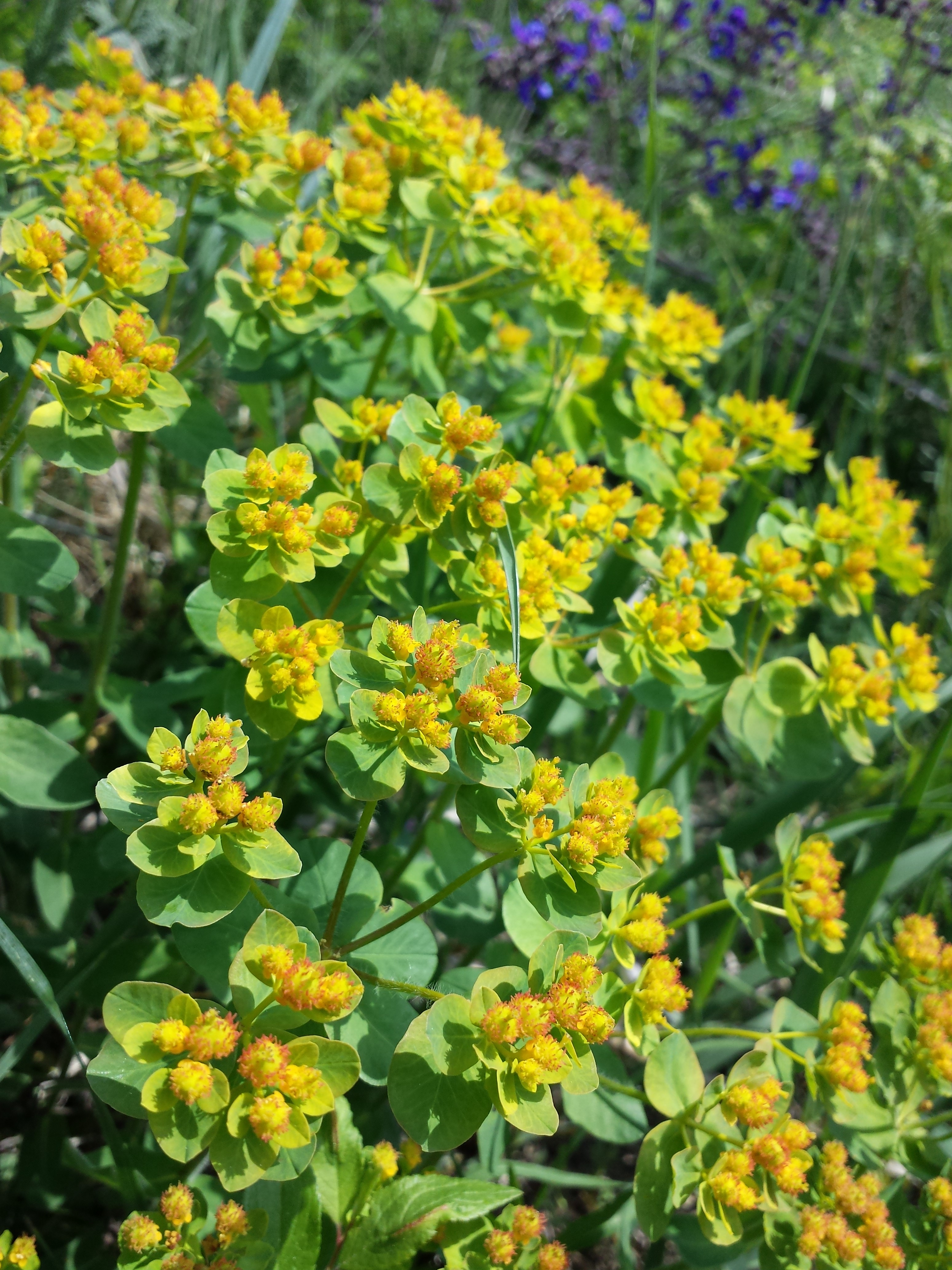
Bunt-Wolfsmilch (Euphorbia polychroma), in Österreich gefährdet
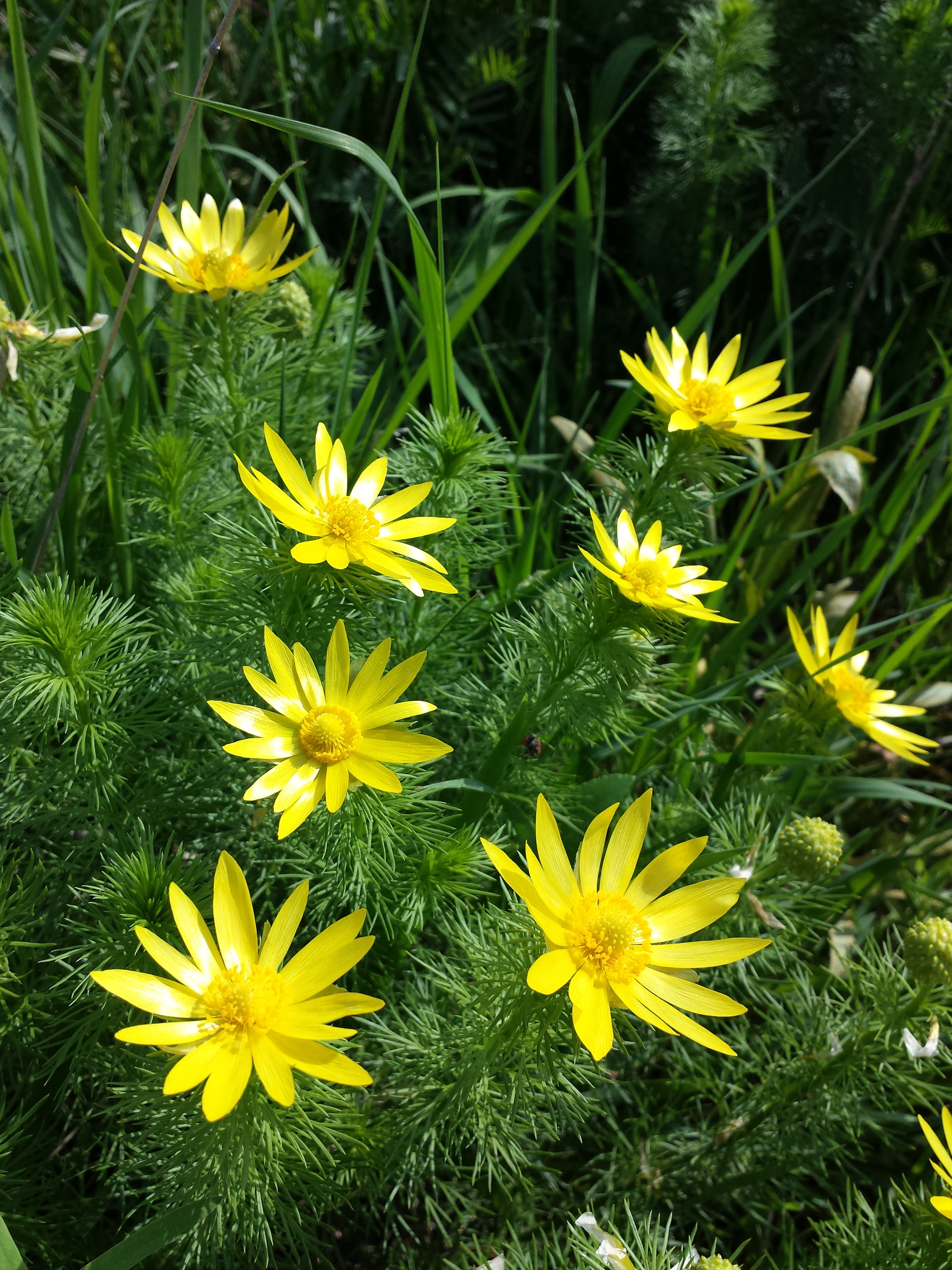
Frühlings-Adonis (Adonis vernalis), in Österreich gefährdet
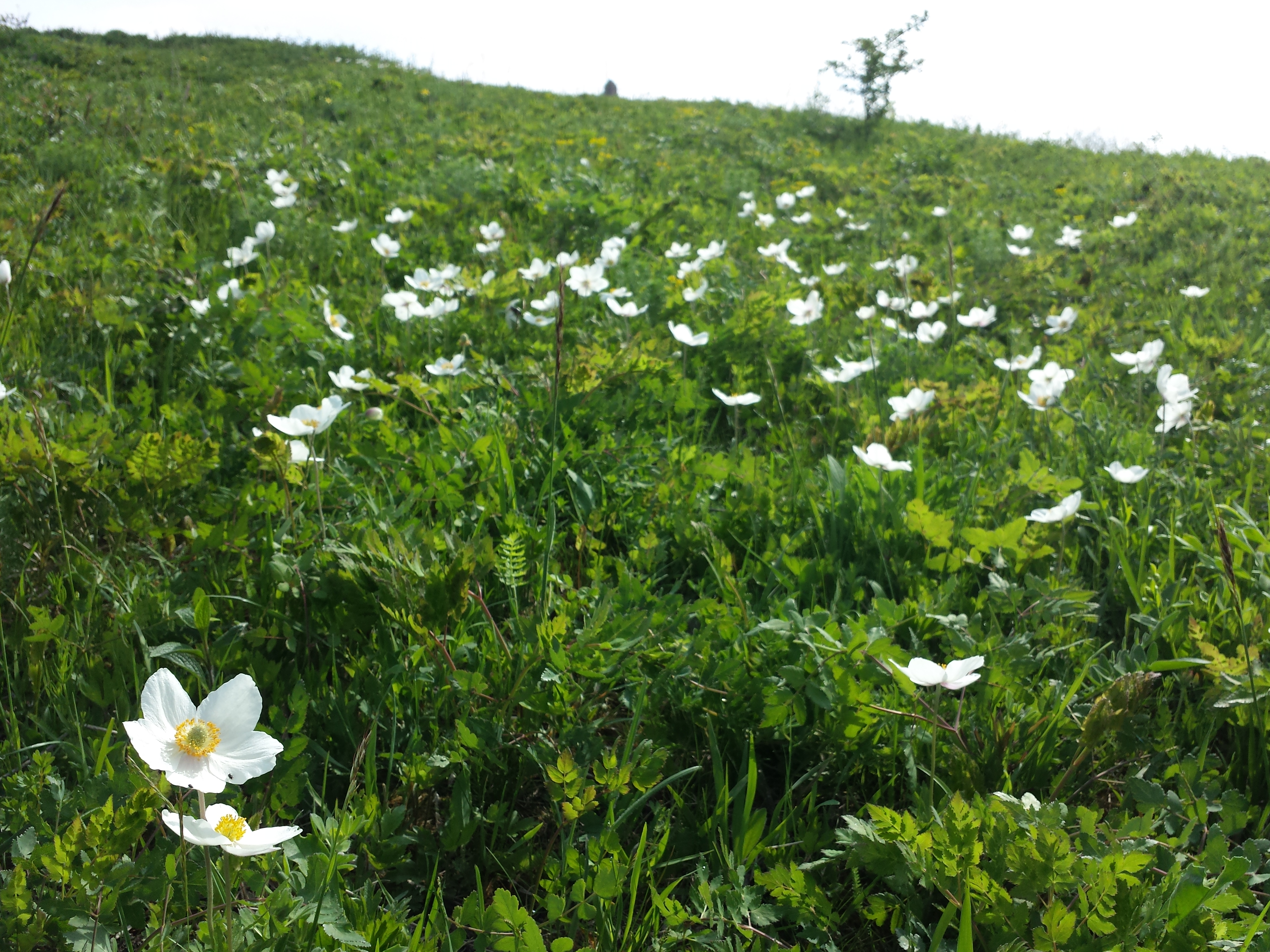
Groß-Windröschen (Anemone sylvestris), in Österreich gefährdet
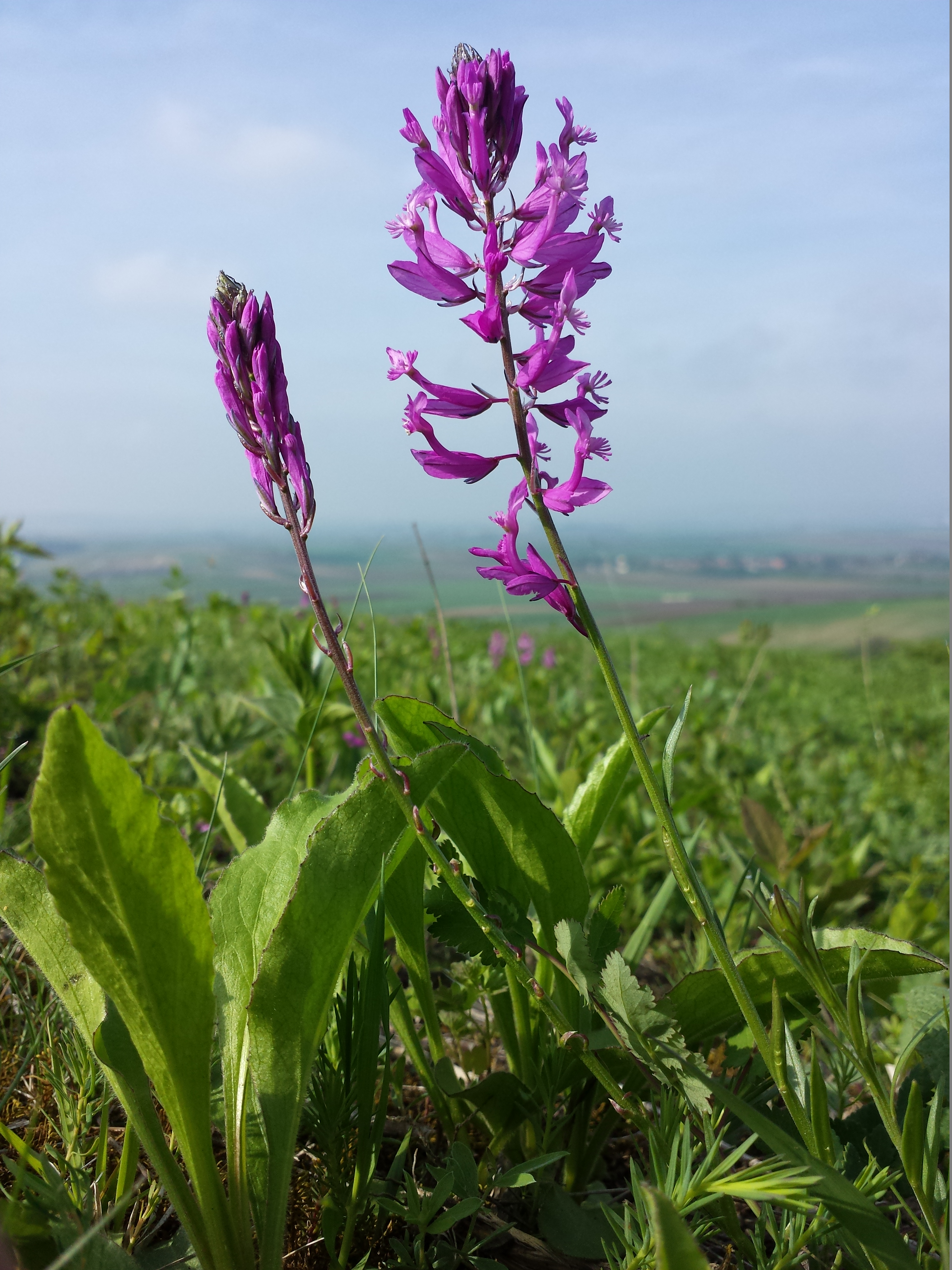
Groß-Kreuzblume (Polygala major), in Österreich gefährdet